# Agrostis extensa
Agrostis extensa é uma espécie de gramínea do gênero Agrostis, pertencente à família Poaceae.